# 小行星8382
小行星8382（英語：8382 Mann）是一颗围绕太阳公转的小行星。1992年9月23日，佛蒙特·伯根在陶腾堡发现了此天体。
这颗小行星的绝对星等为285.5409214600913等。